# 子彈 (狗)
子彈（烏克蘭語：Патрон，羅馬化：Patron，音譯為派頓）是一頭烏克蘭國家緊急事務局的偵爆犬和吉祥物，其品種為傑克羅素㹴，主要任務是在烏克蘭城市切爾尼戈夫嗅探炸彈。

## 生平

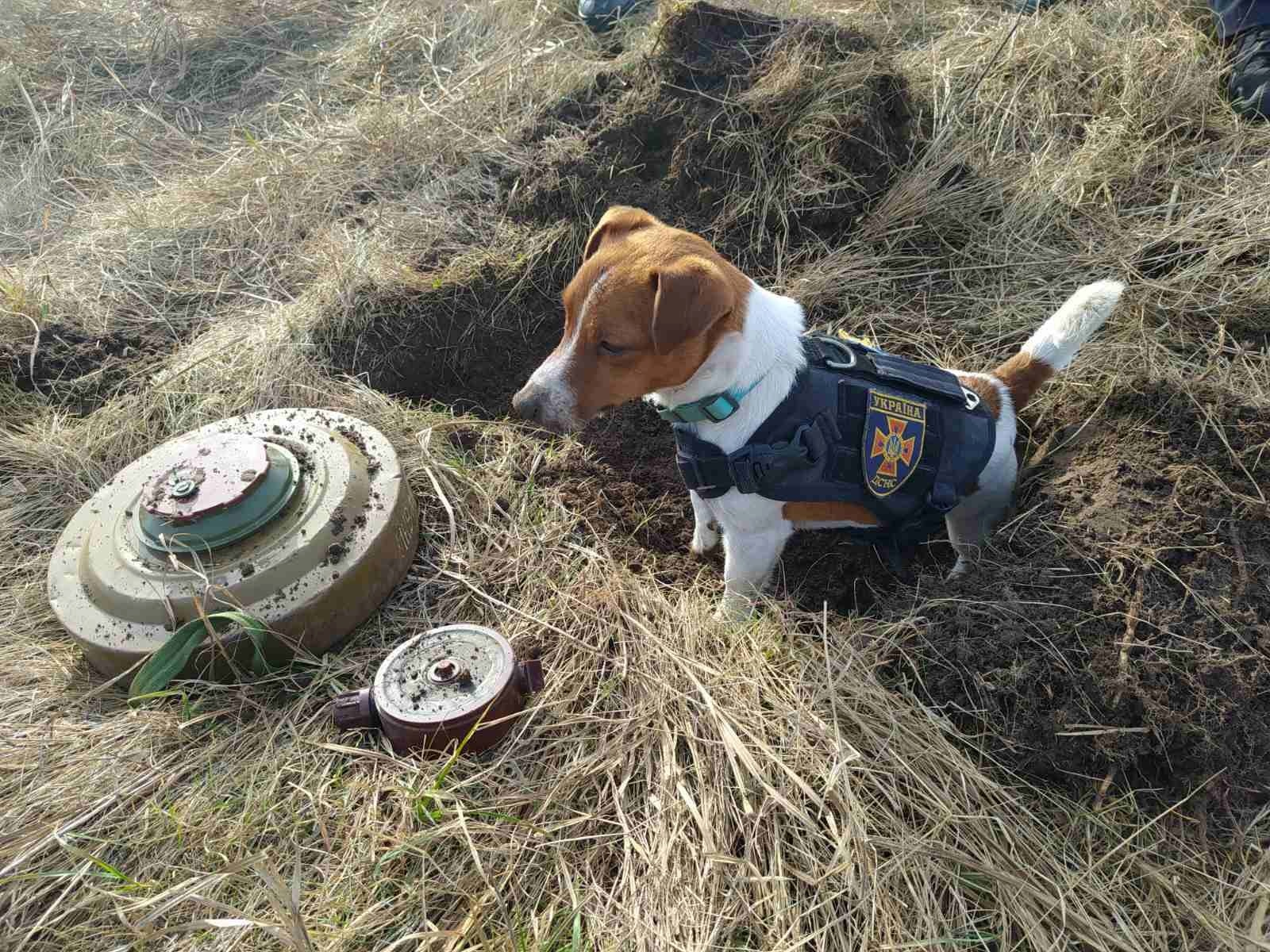
子彈在嗅探地雷

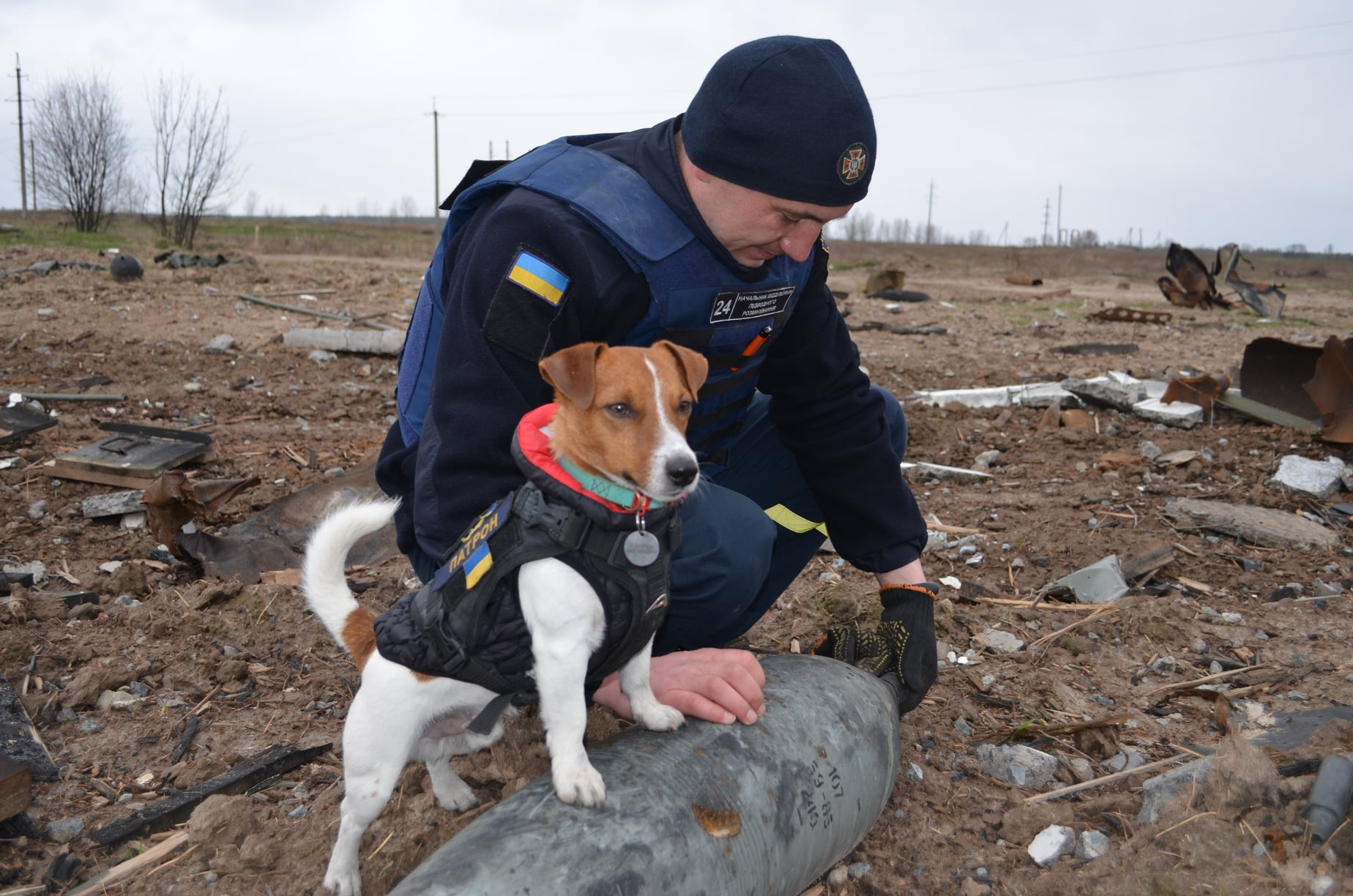
正在等待未爆彈防爆處理程序結束的子彈

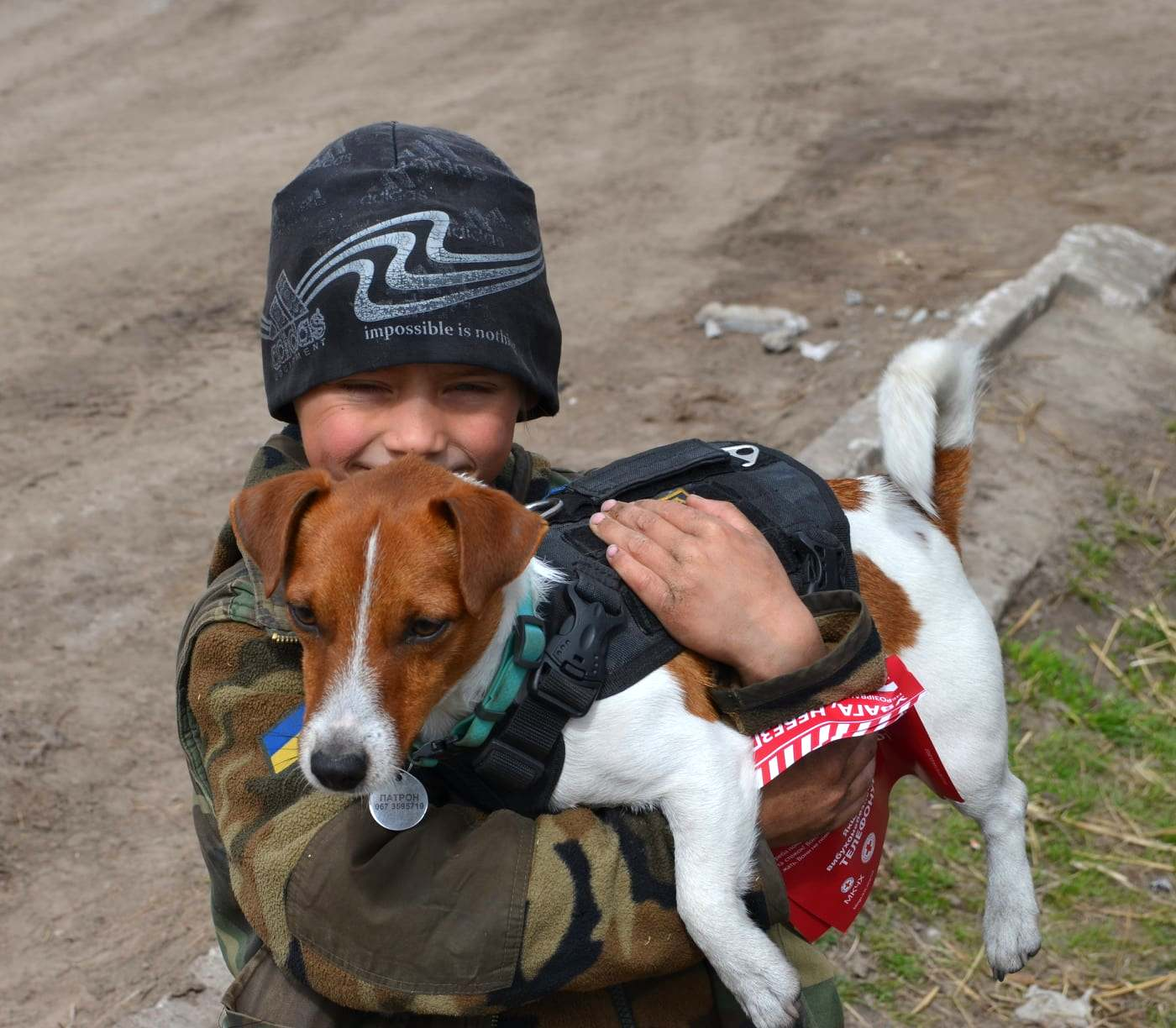
乌克兰孩童擁抱子彈

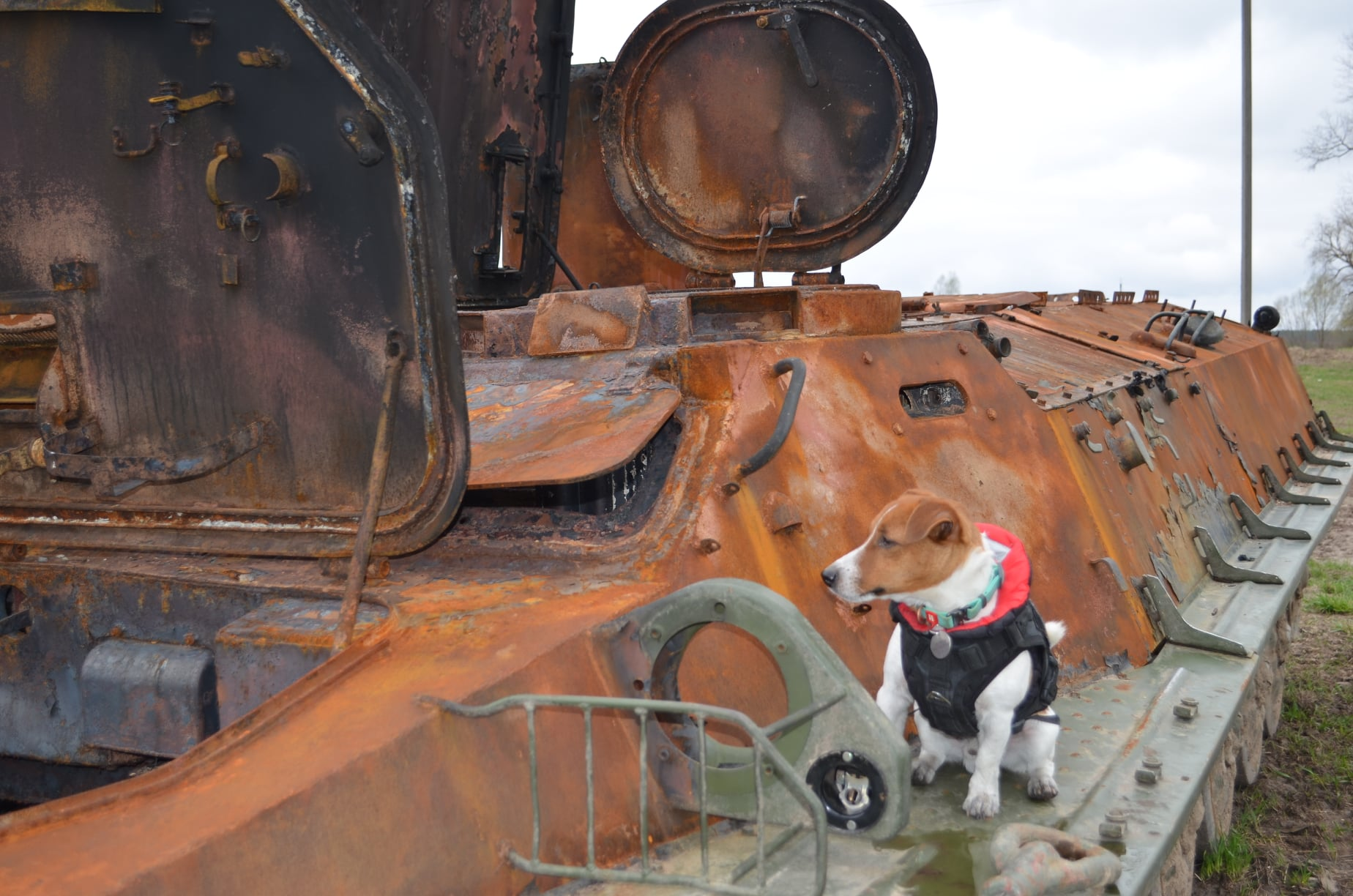
子彈坐在遭擊毀的俄軍BMP-2步兵戰車上

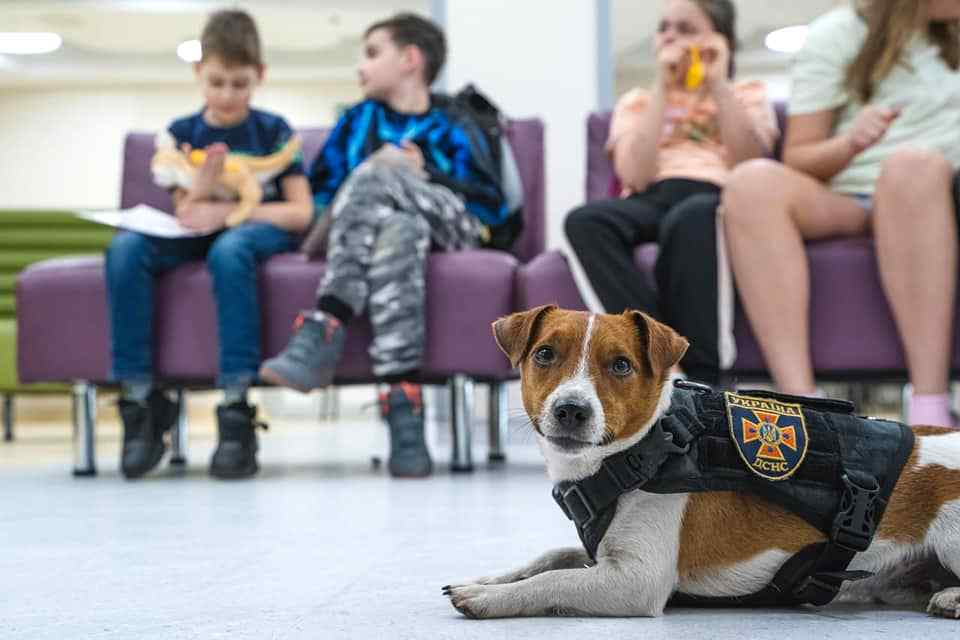
陪伴烏克蘭孩童的子彈

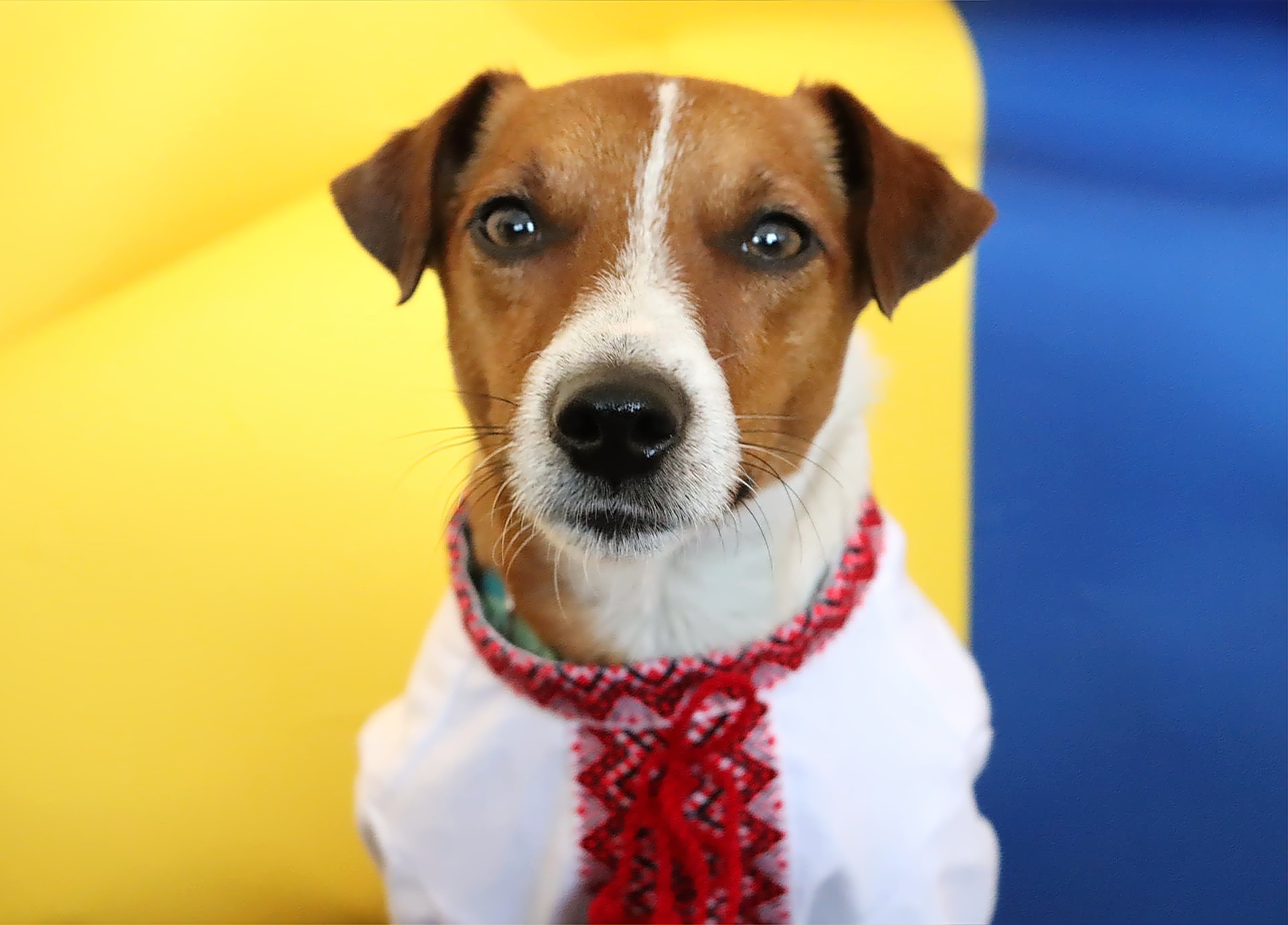
子彈穿上烏克蘭的傳統服飾維什萬卡

子彈在2022年俄羅斯入侵烏克蘭之前為切爾尼戈夫排雷大隊負責人米哈伊洛·伊利耶夫（Михайло Ільєв）少校家的寵物。最初伊利耶夫純粹是為了想要打獵用的寵物獵犬而買下子彈，但訓犬期間意外發現子彈的嗅覺異常敏銳。俄羅斯大舉入侵後，伊利耶夫開始訓練子彈感知爆炸物的能力，每週7天在公路和森林數百公里區域中巡視以磨練排雷能力。
2022年4月，子彈2.5歲，體重約4公斤，這意味著它的體重不會超過5公斤，這對於探測單兵地雷也是安全的。
2022年5月5日，烏克蘭內政部長傑尼斯·莫納斯特爾斯基宣布成立國際人道主義排雷協調中心，子彈成為其標誌。
子彈在2022年俄羅斯入侵烏克蘭期間為烏克蘭服務，它迅速成為烏克蘭愛國主義的象徵。截至2022年5月8日，子彈已經嗅探到了236個未引爆的俄羅斯爆炸裝置。
子彈最初因一段發佈到社交媒體網站Facebook的影片而網路爆紅。牠跳上一輛廂型車，坐在一名烏克蘭士兵的大腿上，嗅探廢墟，以確保該地區的安全。該影片隨後被烏克蘭戰略通信和信息安全中心在2022年3月19日於Twitter上分享，稱這隻狗的故事有朝一日將被拍成電影。該帖還補充說：「目前，它正在忠實地履行專業職責。」其後子彈經常出現在烏克蘭官方社交媒體頻道的影片中。並截至2022年11月，其擁有超過372,000名追隨者的Instagram帳戶，各地粉絲都為子彈製作的插圖、玩具和針織製品。

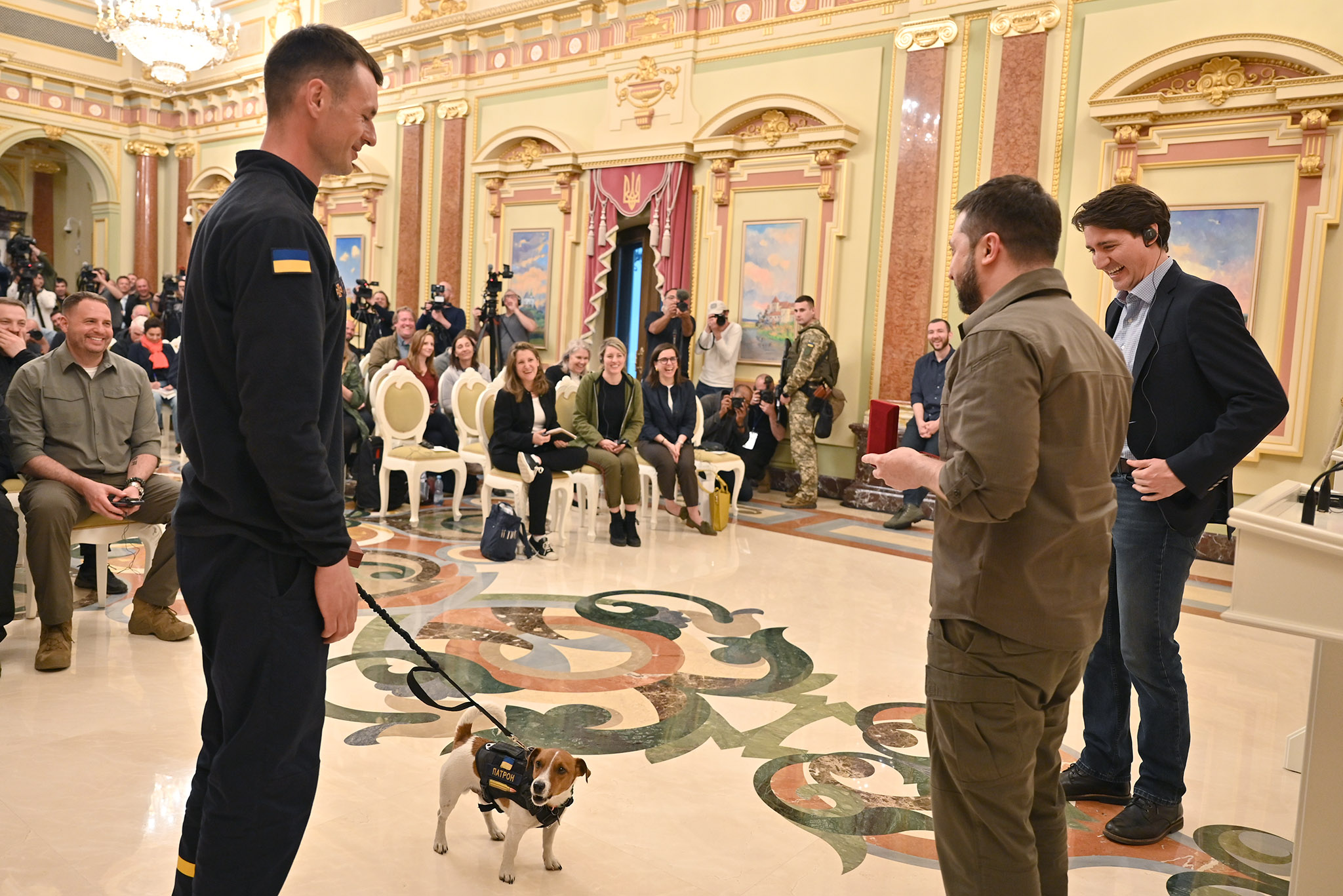
子彈受勳

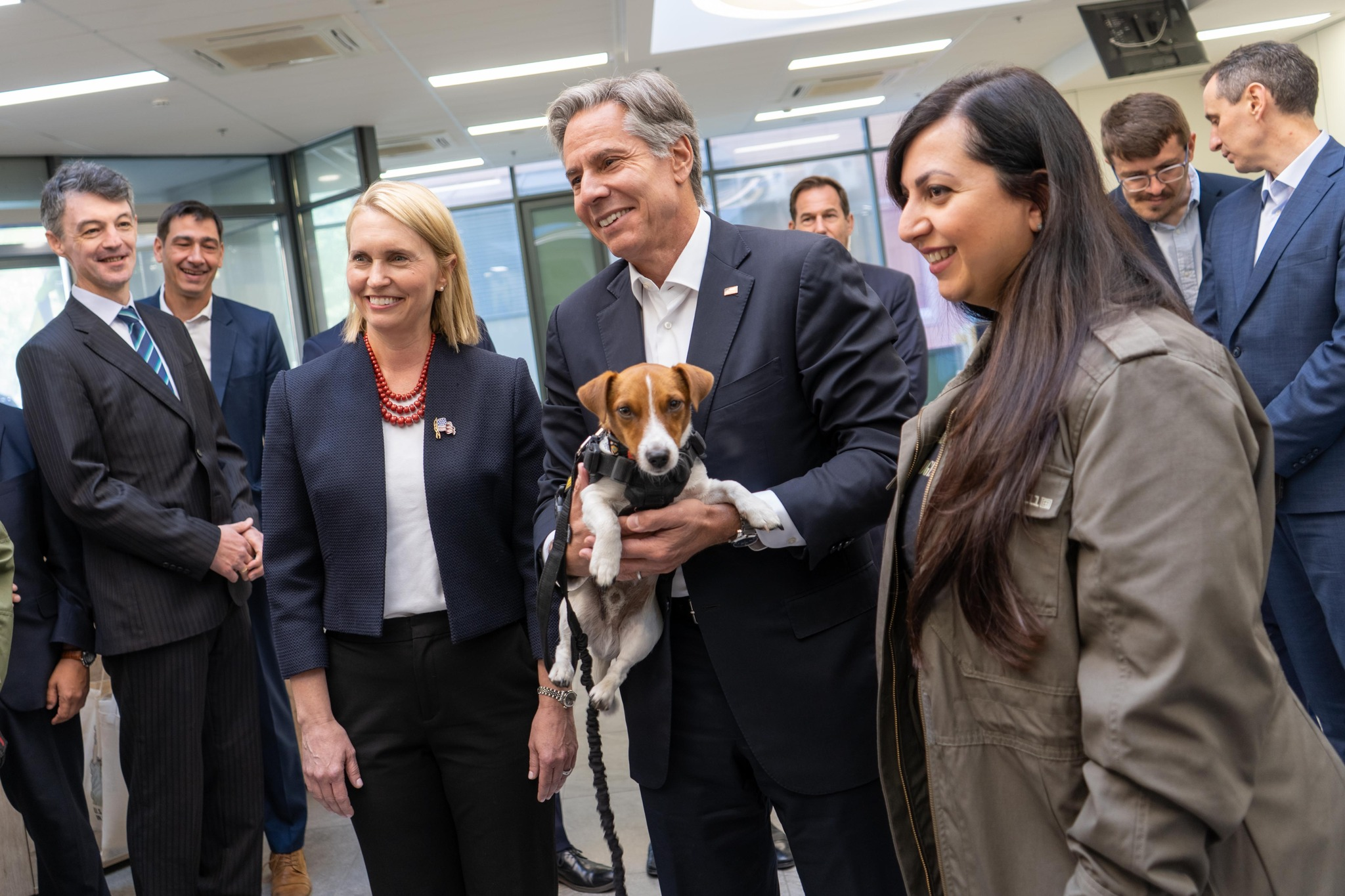
安東尼·布林肯訪問基輔時擁抱子彈

2022年5月8日（烏克蘭時間5月9日），烏克蘭總統弗拉基米爾·澤連斯基在加拿大總理賈斯汀·杜魯多陪同下，授予子彈及其訓練員米哈伊洛·伊利耶夫少校三級勇氣勳章，感謝他們為烏克蘭做出的貢獻。澤倫斯基在新聞發布會說：「今天，我想獎勵那些清理地雷的烏克蘭英雄。與我們的英雄一起，一位出色的小工兵——子彈。不僅幫助消除爆炸物，而且還教導我們的孩子在地雷威脅地區的必要安全規則」。

## 榮譽
- 三級勇氣勳章（乌克兰语：Орден «За мужність»）[7]